# أرشيبالد هاريسون
أرشيبالد هاريسون هو سياسي كندي، ولد في 27 مايو 1834 في كندا، وتوفي في 16 يونيو 1924 في نفس البلد. حزبياً، نشط في الجمعية الليبرالية لنيو برونزويك ‏. وقد انتخب عضو الجمعية التشريعية لنيو برونزويك ‏.